# Elspeth Attwooll
Elspeth Attwooll, née le 1er février 1943 à Chislehurst, est une femme politique britannique.

## Biographie
Membre des Libéraux-démocrates, elle est députée européenne de 1999 à 2009. 
Elle s'est présentée au Parlement dans la circonscription de Glasgow Maryhill lors de toutes les élections générales d'octobre 1974 à 1997, sous l'étiquette libérale avant 1988 et sous l'étiquette libérale-démocrate après 1988. Elle a fait partie de la délégation libérale-démocrate à la Convention constitutionnelle écossaise.
Elle a été élue pour la première fois au Parlement européen en 1999, devenant ainsi la première libérale-démocrate d'Écosse à être élue au Parlement européen, et a conservé son siège en 2004 Alors qu'elle était députée européenne, elle a siégé à la commission de la pêche et à la commission du développement régional, et a été élue vice-présidente de la première. Elle s'est retirée du Parlement européen lors des élections européennes de 2009 et a été remplacée par son collègue libéral-démocrate George Lyon, agriculteur et ancien député d'Argyll et Bute.